# Schefflera meiurophylla
Schefflera meiurophylla är en araliaväxtart som beskrevs av David Gamman Frodin. Schefflera meiurophylla ingår i släktet Schefflera och familjen araliaväxter. Inga underarter finns listade.